# Collège d'État de l'Oural Polzounov
Le collège d'État de l'Oural Polzounov (Уральский государственный колледж (УГК) им. И. И. Ползунова), ou simplement collège Polzounov (avant 1995: technicum des mines et de métallurgie Polzounov de Sverdlovsk), est l'établissement d'enseignement professionnel le plus ancien de la ville d'Ekaterinbourg en Russie. Il donne perspective Lénine dans le centre historique de la ville.

## Histoire
L'histoire du collège Polzounov commence à l'époque de Pierre le Grand, en 1721, lorsque à l'initiative de Vassili Tatichtchev des écoles sont ouvertes auprès des usines d'État d'Alapaïevsk, de Koungoursk et d'Ouktoussk. C'est sur la base de l'école d'Ouktoussk qu'est fondée en 1724 l'école de l'usine des mines d'Ekaterinbourg, devenant l'établissement d'enseignement le plus important de l'Oural. Le programme est rapidement élargi, outre les matières de base, à des disciplines spécialisées: arpentage, artillerie, mécanique, architecture, métallurgie.
Le 11 (23) mai 1847, un « règlement sur le personnel du conseil principal des usines minières d'État de l'Oural de la chaîne de l'Oural » établit un nouveau système d'enseignement minier, et l'école des mines d'Ekaterinbourg est transformée en école des mines de l'Oural, et fournit à l'industrie minière de l'Oural du personnel technique qualifié. L'école est placée sous la juridiction du quartier général du Corps des ingénieurs des mines. Le directeur de l'école est agréé par le ministre des finances.
L'école des mines de l'Oural forme dès l'origine des techniciens dans les départements des mines et de la prospection des métaux. Elle accepte alors les garçons de 14 à 17 ans qui avaient terminé avec succès l'école minière du district d'Ekaterinbourg ou avaient réussi l'examen approprié. Le programme d'études comprenait deux classes, dont chacune comprenait deux années d'études, c'est-à-dire que la formation totale durait quatre ans. L'école enseignait les matières d'enseignement général (la loi de Dieu, la langue russe, l'algèbre, la géométrie, la trigonométrie, l'allemand) et les matières spéciales: dessin technique, minéralogie, physique, chimie, prospection minière, mécanique, art analytique et autres. Des cours pratiques avaient lieu dans les ateliers d'une usine mécanique, la Monnaie d'Ekaterinbourg, à l'usine Verkh-Issetsky. Une fois par semaine, les étudiants étudiaient au laboratoire chimique de l'Oural. En été, ils avaient un stage en usine de deux mois.
Au début, l'établissement était installé dans les locaux de l'actuel lycée n° 9 et il a emménagé dans ses locaux actuels en 1877. L'école a été temporairement fermée pendant les troubles de la Révolution de 1905.
Jusqu'à la révolution d'Octobre, chaque année d'études à l'école des mines de l'Oural commençait par un service liturgique à la chapelle de l'école dédiée à saint Athanase dont la construction avait été financée par une riche veuve d'Ekaterinbourg du nom d'Eudoxie Mikhaïlovna Obiniakova et qui avait été consacrée en 1891. La chapelle est fermée en 1919 et démolie au début des années 1960.

### Appellations
- 1847-1918 : école des mines de l'Oural
- 11 janvier 1918 - 1920 : école polytechnique de l'Oural
- 1920-1922 : institut pratique de l'Oural des mines et de construction
- 1922 (mars) - 1926 : technicum de l'Oural des mines et de construction
- 1926-1928 : technicum industriel de l'Oural
- 1928-1995 : technicum des mines et de métallurgie de Sverdlovsk. Le 17 juin 1947, l'établissement prend le nom de Polzounov, diplômé de l'école des mines d'Ekaterinbourg «pour son service dans le domaine de la formation de cadres pour l'industrie minière et métallurgique» ordre du Drapeau rouge du Travail.
- 1995-actuellement : collège d'État de l'Oural Polzounov (décret du comité de la fédération de Russie pour la métallurgie du 4 novembre 1995, n° 138).

### Directeurs
- 1862-1882 : Narkiz Tchoupine
- 1883-1901 : Nikolaï Kitaïev
- 1902-1916 : Piotr Paoutov

…
- 1935-1972 : Viktor Sivkov
- 1972-1987 : Piotr Filatov
- 1987-1989 : Iouri Varlachov
- 1989-2003 : Viktor Karkov[4]
- 2003-2018 : Evgueni Rybakov[5],[6]
- 2018 (novembre)-actuellement : Andreï Kozlov[7].

## Photographies

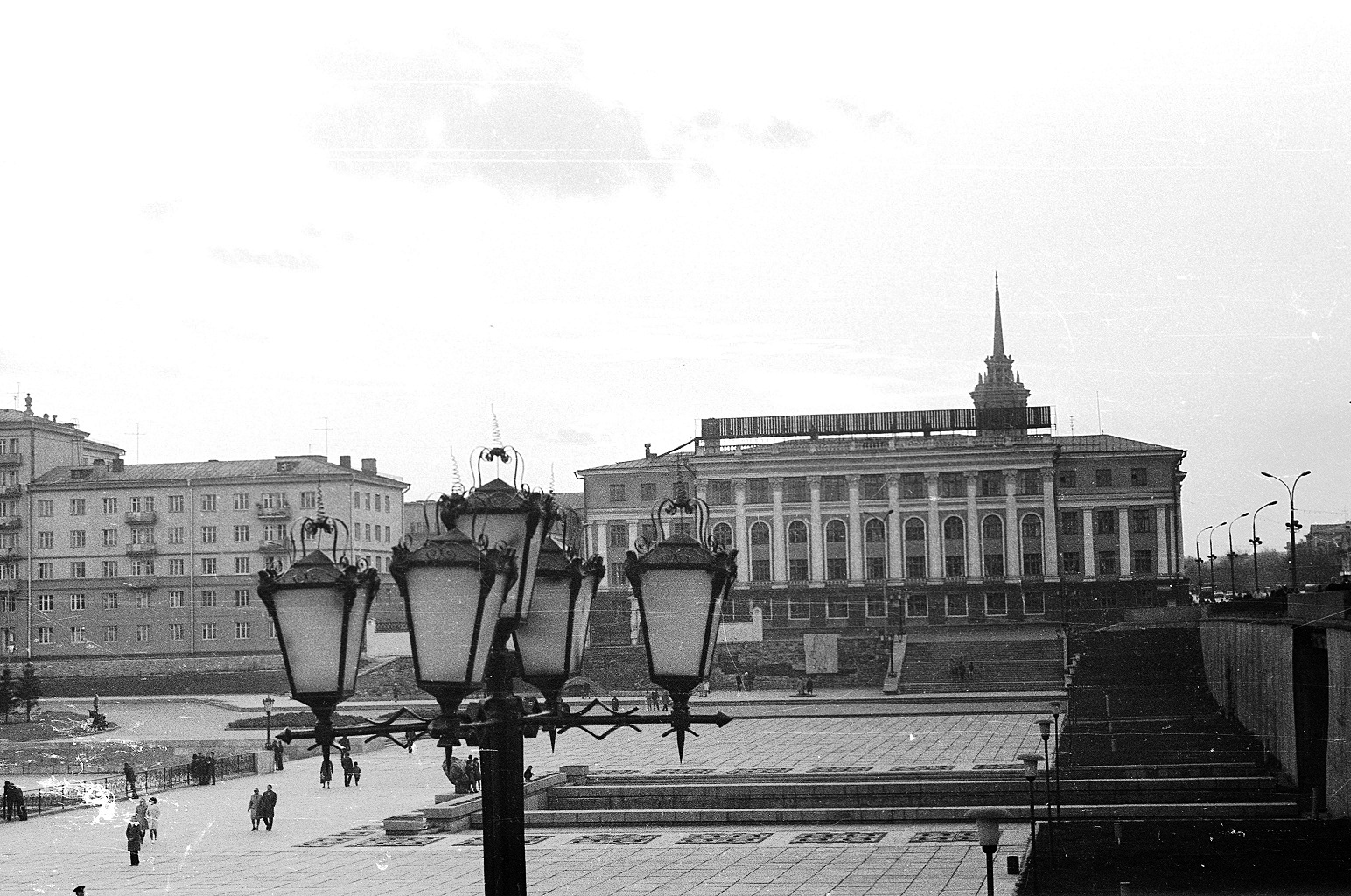
Technicum des mines et de métallurgie Polzounov de Sverdlovsk en 1973.
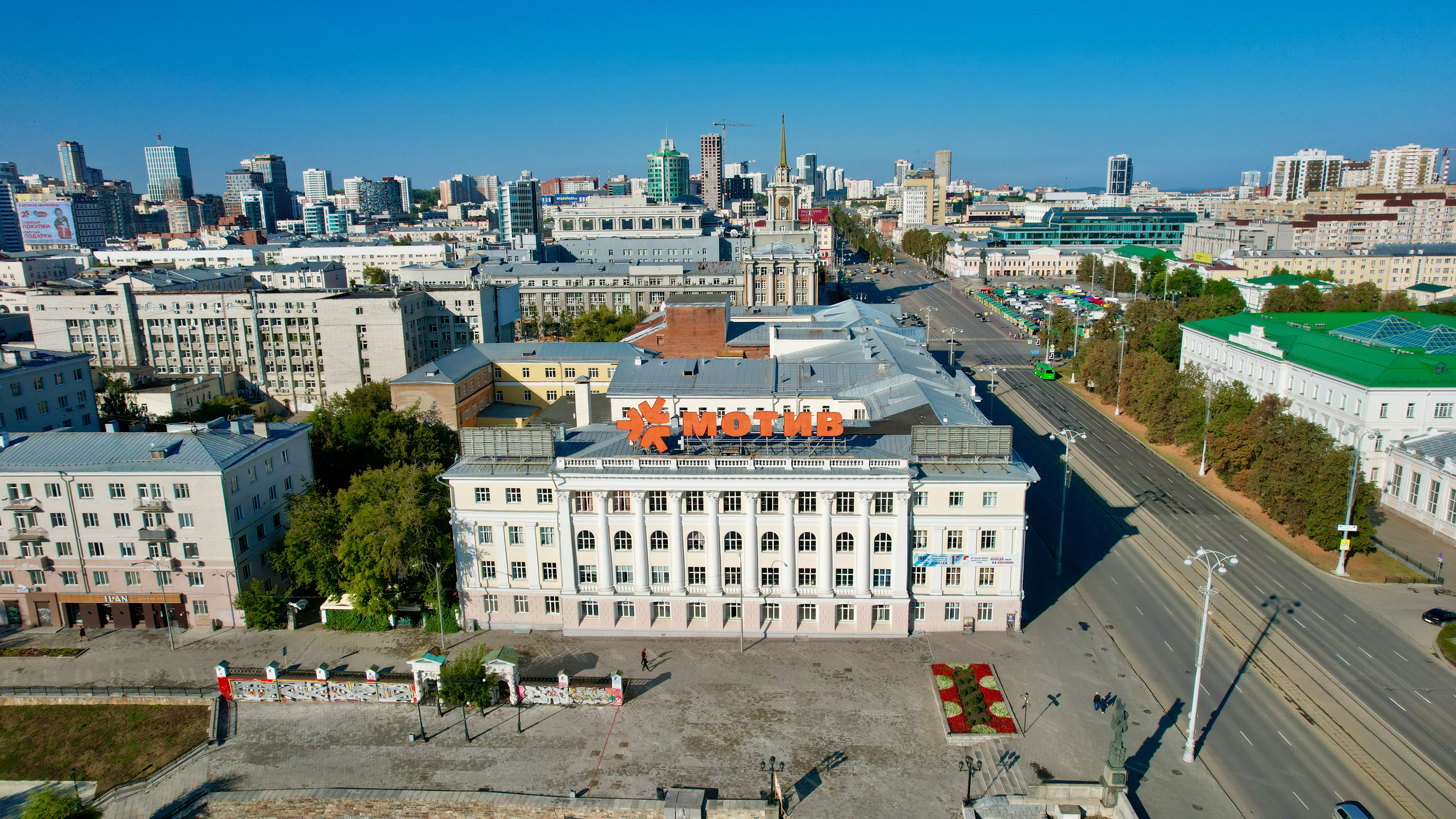
Vue aérienne.
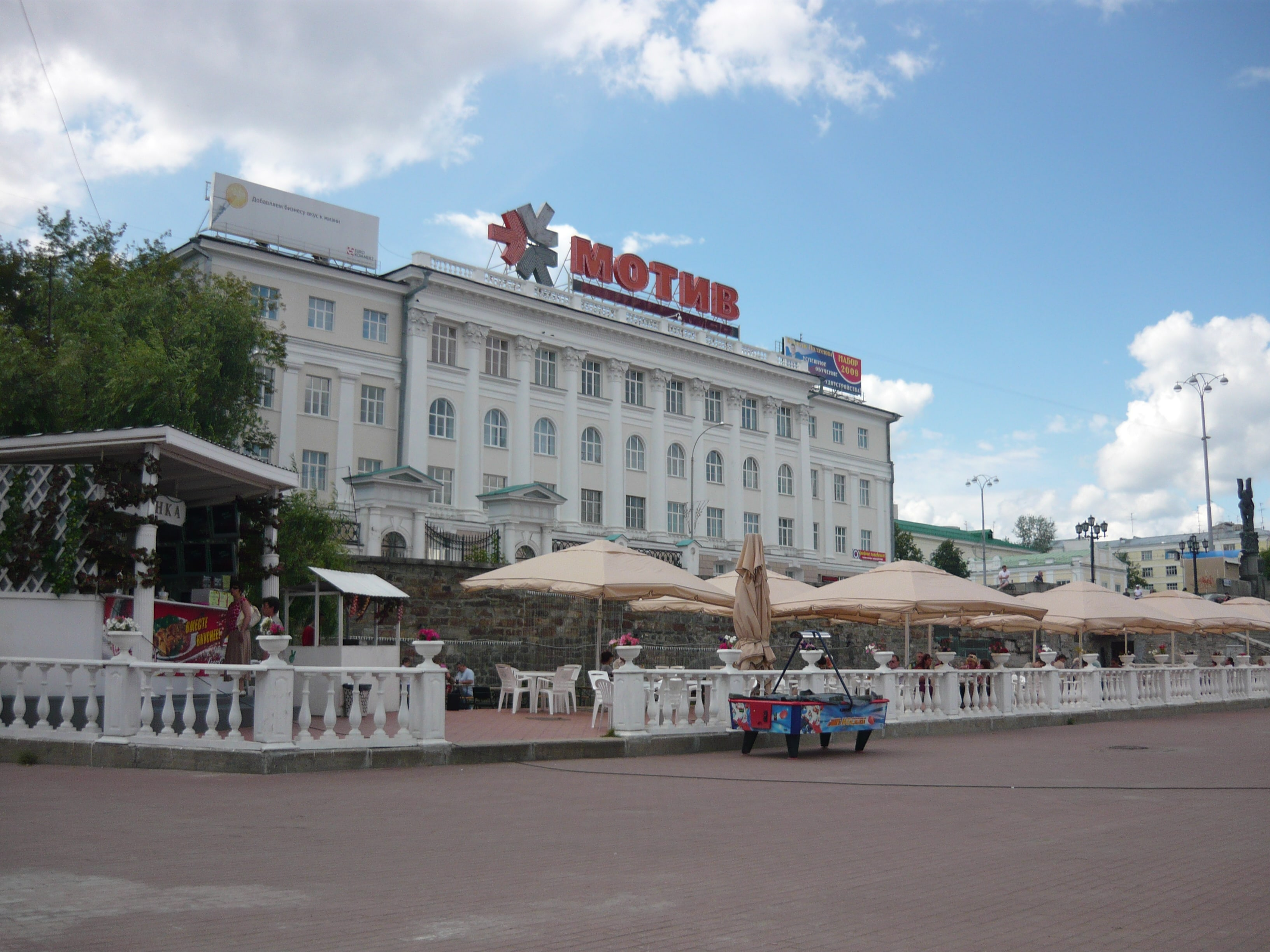
Vue à partir du barrage.
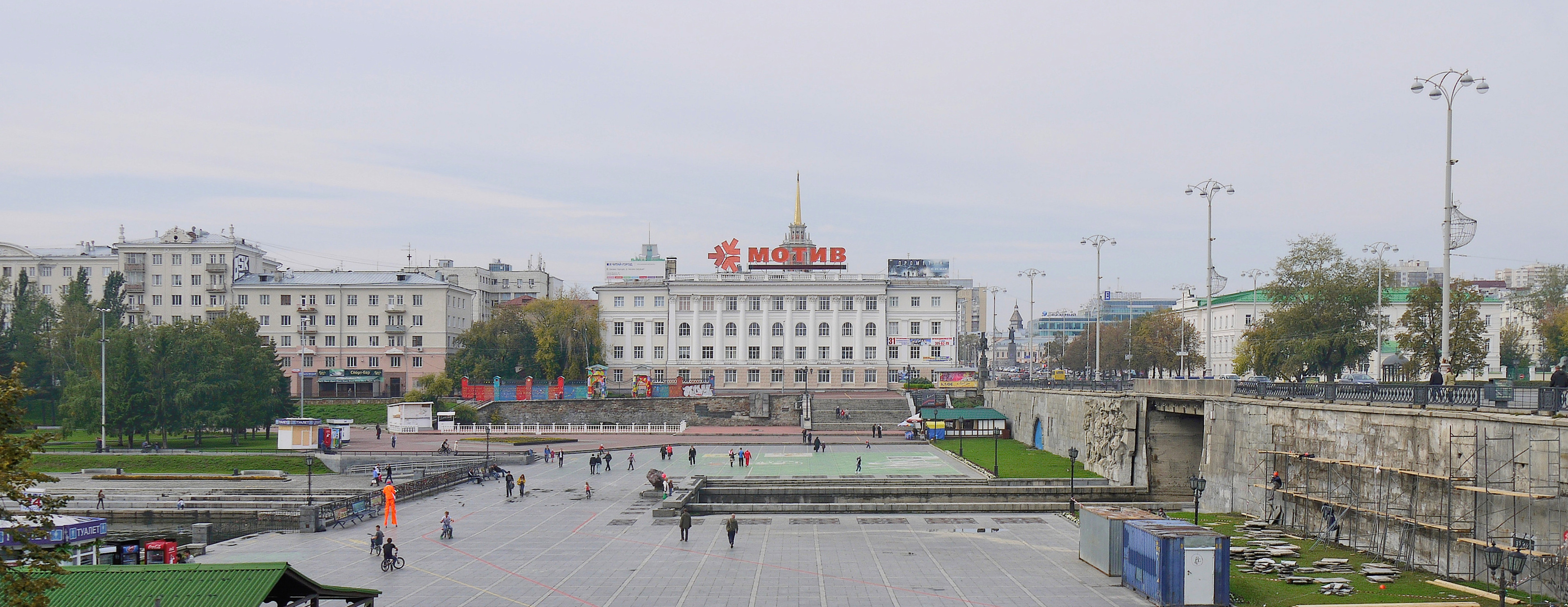
Vue avec le square historique.

## Diplômés connus
Par date de naissance:
- Kozma Frolov (1726-1800): ingénieur hydraulique russe, inventeur dans le domaine minier.
- Ivan Polzounov (1727-1766): inventeur.
- Fiodor Syromolotov (1877-1949): révolutionnaire.
- Constantin Ouchakov (1907-1995): métallurgiste, directeur du combinat de cuivre et de soufre de Mednogorsk (1947-1954), directeur de l'institut Guintsvetmet (1958-1985), docteur en sciences techniques, professeur scientifique émérite de la RSFSR, lauréat du prix d'État d'URSS, diplômé en 1931.
- Stanislav Naboïtchenko (1942): recteur de l'université technique de l'Oural, docteur en sciences techniques, professeur, diplômé en 1958.
- Alexandre Kozitsyne (1957-2009): directeur général d'Ouralelektromed, diplômé en 1976.
- Andreï Kozitzyne (1960): directeur général du holding de la compagnie des mines et de métallurgie de l'Oural (УГМК-Холдинг), diplômé en 1979.